# Trnovačko jezero
Trnovačko jezero (cyr. Трновачко језеро) – jezioro polodowcowe w Czarnogórze.

## Galeria zdjęć

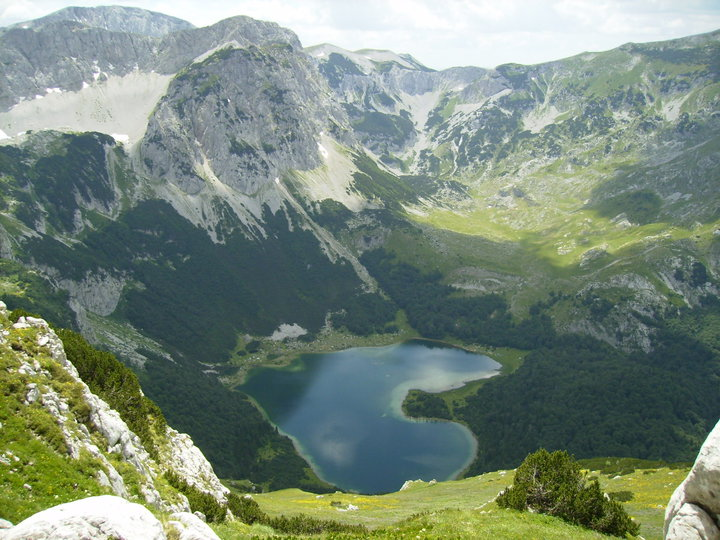
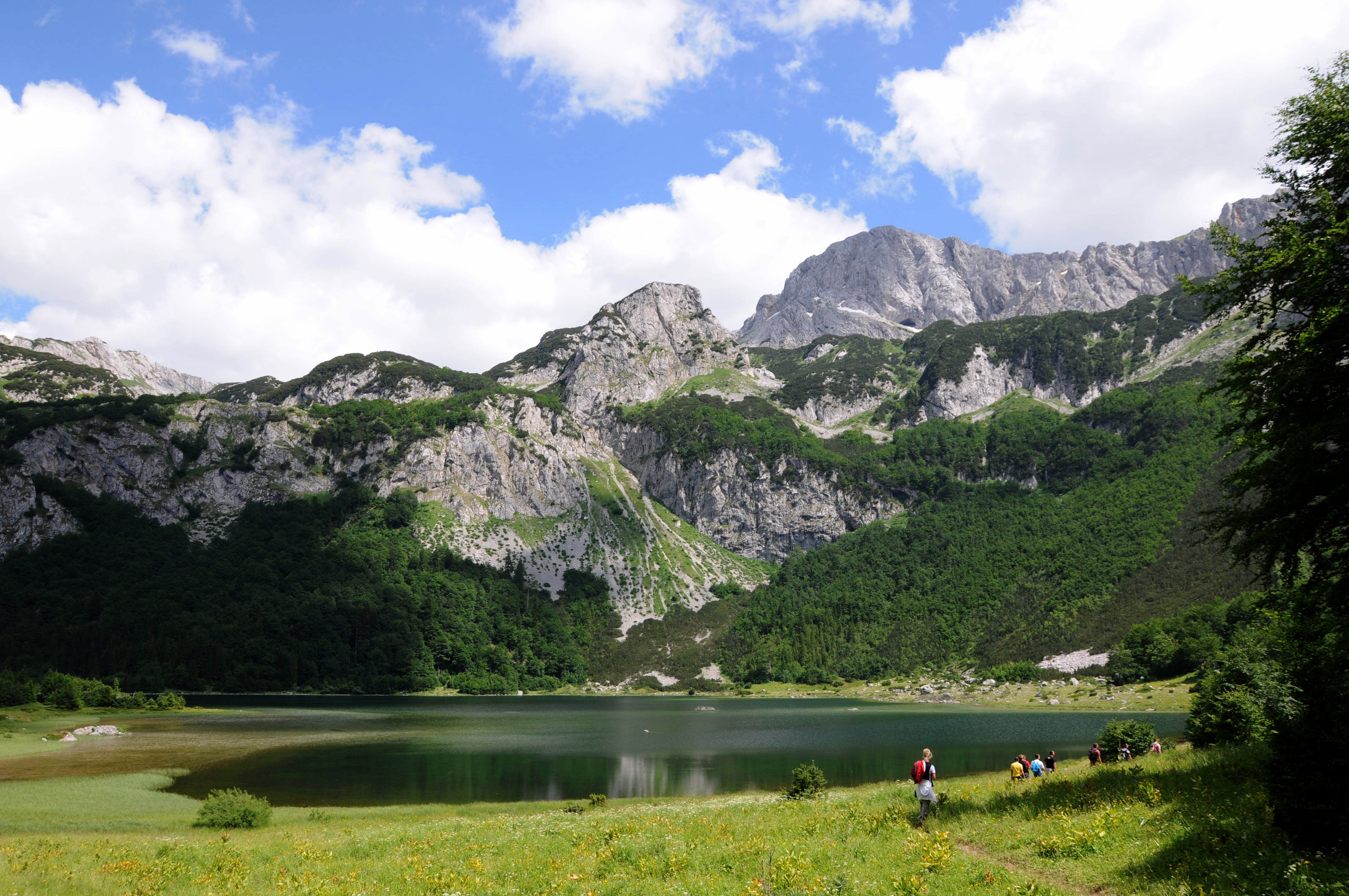

## Charakterystyka
Jest położone w północno-zachodniej części kraju, w Górach Dynarskich, na terenie gminy Plužine, na granicy z Bośnią i Hercegowiną. Po południowej stronie jeziora wznosi się szczyt Volujak, a po północnej Maglić. Do jeziora można dotrzeć m.in. pieszym szlakiem z Prijevora w Republice Serbskiej i Plužine. Lustro jeziora zlokalizowane jest na wysokości 1517 m n.p.m.; jego wymiary to: długość – 825 m, szerokość – 715 m.